# Sebastian Stahl

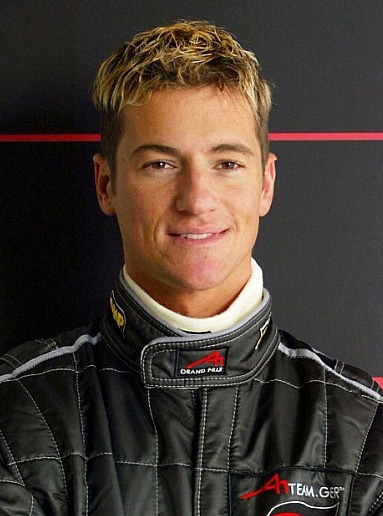
Sebastian Stahl 2012

Sebastian Stahl (* 20. September 1978 in Bonn) ist ein ehemaliger deutscher Automobilrennfahrer.

## Karriere
Stahl begann seine Motorsportkarriere 1988 im Kartsport, in dem er bis 1995 aktiv war. 1996 gab er sein Debüt im Formelsport in der deutschen Formel König, in der er auf Anhieb den vierten Platz belegte. Nachdem er 1997 an einigen Rennen der deutschen Formel König teilgenommen hatte, trat er 1998 zum deutschen Langstrecken-Pokal an. Nach einer einjährigen Pause fuhr er 2000 und 2001 im deutschen VW New Beetle Cup. Außerdem startete er 2001 zu Rennen der deutschen Formel Renault.
2002 ging er im deutschen Alfa 147 Cup, der ersten deutschen Rennserie mit Dieselmotoren, an den Start und gewann den Vizemeistertitel hinter Markus Lungstrass. 2003 blieb Stahl für einige Rennen im deutschen Alfa 147 Cup und belegte am Saisonende den 14. Gesamtrang. Außerdem nahm er für Autodelta an einem Rennen der Tourenwagen-Europameisterschaft (ETCC) teil.
2004 wechselte Stahl in den deutschen Seat Leon Supercopa und sicherte sich mit vier Siegen den Meistertitel. 2005 blieb er in dieser Meisterschaft, konnte jedoch nicht mehr an die Resultate aus dem Vorjahr anknüpfen. Er blieb sieglos und belegte den 13. Platz im Gesamtklassement. Außerdem absolvierte er jeweils ein Rennen im Porsche Supercup und in der GT1-Klasse der FIA-GT-Meisterschaft.
Im Winter 2005/2006 startete Stahl am Rennwochenende in Shanghai für das von Willi Weber betreute deutsche Team in der A1 Grand Prix. Dabei kam er nicht an die Platzierungen von Timo Scheider und Adrian Sutil, die die restliche Saison bestritten, heran. 2007 und 2008 startete er zu einzelnen Rennen in der deutschen Mini Challenge und nahm 2007 außerdem an der ADAC-Procar-Serie teil. 2008 wurde er beim 24-Stunden-Rennen auf dem Nürburgring 16. im Gesamtergebnis und Dritter in der Klasse SP3T.
2009 und 2010 nahm Stahl an keiner Rennserie teil und fungierte als Testfahrer und Instruktor. 2011 fuhr er ein Rennen für das Brixia Horse Power Team in der Eurocup Mégane Trophy und beendete das erste Rennen auf dem Nürburgring auf Platz 15. 2012 trat er zum 24-Stunden-Rennen auf dem Nürburgring an.
2014 startete Stahl als Gaststarter zu einer Veranstaltung des Seat Leon Eurocups.

## Persönliches
Stahls Mutter Barbara ist mit Rolf Schumacher, dem Vater von Michael und Ralf Schumacher, liiert. Michael Schumacher und Sebastian Stahl kennen sich bereits aus gemeinsamen Kartzeiten auf der Kartbahn in Kerpen-Manheim. Wegen seiner Beziehung zu den beiden Schumacher-Brüdern wird er von einigen Medienvertretern als „Schumi 3“ bezeichnet.
Stahl absolvierte eine Lehre zum Bürokaufmann.

## Trivia
In einer Gastrolle der Serie Unter uns spielte Sebastian Stahl sich selbst.

## Statistik

### Karrierestationen
- 1988–1995: Kartsport
- 1996: Deutsche Formel König (Platz 4)
- 1997: Deutsche Formel König
- 1998: Deutscher Langstrecken Pokal
- 2000: Deutscher VW NewBeetle Cup
- 2001: Deutscher VW NewBeetle Cup, deutsche Formel Renault
- 2002: Deutscher Alfa 147 Cup (Platz 2)
- 2003: Deutscher Alfa 147 Cup (Platz 14), ETCC
- 2004: Deutscher Seat Leon Supercopa (Meister)
- 2005: Deutscher Seat Leon Supercopa (Platz 13)
- 2006: A1 Grand Prix
- 2007: Deutsche Mini Challenge
- 2008: Deutsche Mini Challenge (Platz 24)
- 2011: Eurocup Mégane Trophy